# New Island (ö i Falklandsöarna)
New Island är en ö i territoriet Falklandsöarna (Storbritannien). Den ligger i den västra delen av landet. Arean är 22,7 kvadratkilometer.
Terrängen på New Island är platt. Öns högsta punkt är 219 meter över havet. Den sträcker sig 9,9 kilometer i nord-sydlig riktning, och 8,4 kilometer i öst-västlig riktning. På ön finns gräsmarker. Delar av ön är naturreservat.